# Raiven
Сара Бришки Цирман (словен. Sara Briški Cirman, род. 26 апреля 1996, Любляна, Словения) наиболее известна под псевдонимом Raiven — словенская певица, автор песен и арфистка. Участница словенского национального отбора Evrovizijska Melodija (EMA) в 2016, 2017 и в 2019 годах для конкурса песни «Евровидение». Представительница Словении на конкурсе песни «Евровидение-2024» с песней «Veronika», заняла 23 место.

## Биография

### Раннее творчество
Сара Бришки Цирман начала свою музыкальную карьеру в четыре года, когда поступила в Ljubljana Music Matica. С 2002 по 2011 год посещала уроки игры на арфе в музыкальной школе в Любляне. Она продолжила обучение по программе Художественной гимназии в Мариборской консерватории музыки и балета, по специальности арфистки, джазового пения и сольного пения .
В 2015 году певица окончила факультет сольного пения и продолжила музыкальное образование в Музыкальной академии Любляны, которую окончила в 2018 году в классе профессора Аленки Дернач Бунта и поступила в магистратуру. В 2021 году получила степень магистра сольного пения — опера .

### Карьера
В 2017 году Raiven выпустила свой дебютный альбом Magenta, а позже получила награду Словенской культурно-художественной ассоциации за достижение в развитии словенской музыки на популярной музыкальной премии «Zlata piščal» в номинации «Запись года».
4 июля 2019 выступила на сцене Fusion Stage на фестивале Exit в Нови-Саде, вечером, когда организаторы перечислили больше всего посетителей за всю историю фестиваля — более 56 тысяч. В феврале 2020 года она выступила со своей собственной композицией «Ti» с тем же оркестром в Люблянском словенском национальном театре Оперы и Балета, под руководством и адаптацией Матии Кречича.
В сентябре 2021 года исполнила свою собственную песню «Vokovi» на фестивале «Popevka 2021», с которой выиграла Гранд-приз зрительских симпатий, благодаря чему её песня получила одноимённый титул.
Параллельно певица трижды участвовала в словенском национальном отборе для конкурса песни «Евровидение» Evrovizijska Melodija (EMA) в 2016, 2017 и 2019 годах, где заняла второе, третье и второе место соответственно.
В январе 2024 года национальный вещатель RTVSLO путём внутреннего отбора выбрал певицу для участия на конкурсе песни «Евровидение-2024» с песней «Veronika» .

## Дискография

### Альбомы
| Название | Детали                                                                                         |
| -------- | ---------------------------------------------------------------------------------------------- |
| Magenta  | - Дата выхода: 19 июля 2017 года. - Лейбл: Spinnup. - Формат: CD, цифровая загрузка, стриминг. |

### Миниальбомы
| Название      | Детали                                                                      |
| ------------- | --------------------------------------------------------------------------- |
| REM           | - Дата выхода: 17 февраля 2019 года. - Формат: цифровая загрузка, стриминг. |
| Sirene, Pt. 1 | - Дата выхода: 17 февраля 2024 года. - Формат: цифровая загрузка, стриминг. |

### Синглы
| Название         | Год  | Наивысшая позиция чарта | Альбом            |
| Название         | Год  | SLO                     | Альбом            |
| ---------------- | ---- | ----------------------- | ----------------- |
| «Jadra»          | 2014 | -                       | Magenta           |
| «Bežim»          | 2015 | -                       | Magenta           |
| «Črno bel»       | 2016 | 42                      | Magenta           |
| «Nov planet»     | 2016 | -                       | Magenta           |
| «Zažarim»        | 2017 | -                       | Magenta           |
| «Nisem kriva»    | 2018 | -                       | Сингл без альбома |
| «Каоs»           | 2019 | -                       | REM               |
| «Širni ocean»    | 2019 | -                       | REM               |
| «Kralj Babilona» | 2019 | -                       | REM               |
| «Ti»             | 2019 | -                       | Сингл без альбома |
| «Volkovi»        | 2021 | -                       | Сингл без альбома |
| «Habanera»       | 2022 | -                       | Sirene, Pt. 1     |
| «Ikona»          | 2023 | -                       | Sirene, Pt. 1     |
| «Veronika»       | 2024 | -                       | Sirene, Pt. 1     |
| «Ofelija»        | 2024 | -                       | Сингл без альбома |
| «Elektrino scre» | 2024 | -                       | Сингл без альбома |

## Награды и номинации
| Год  | Конкурс                 | Номинант / Работа | Результат    | Прим.  |
| ---- | ----------------------- | ----------------- | ------------ | ------ |
| 2016 | EMA                     | «Črno bel»        | Второе место | [ 11 ] |
| 2017 | EMA                     | «Zažarim»         | Третье место | [ 12 ] |
| 2019 | EMA                     | «KAOS»            | Второе место | [ 13 ] |
| 2021 | Slovenian song festival | Volkovi           | Первое место | [ 14 ] |